# 幾內亞西里
幾內亞西里（法語：Syli，“大象”之意）是幾內亞在1971年至1985年發行的流通貨幣。輔幣單位為格里（cauri“貝殼”之意），1西里=100格里。獨立后的幾內亞受泛非、反殖民和共產主義運動的影響，在1965年與法國斷交，并靠向社會主義陣營，1971年廢棄法郎，改用新的貨幣名稱西里（Guinean syli （页面存档备份，存于））。以1;10的匯率取代第一套幾內亞法郎。西里共發行兩版，均為中國代印，設計風格受時局影響，與許多社會主義國家相似，貨幣正面印有亞非、東歐國家領袖。直至1985年重新使用幾內亞法郎。

## 1971版
| 面值                           | 主色調 | 正面                                                | 反面                 | 防偽       |
| 10西里 （页面存档备份，存于）  | 棕色   | 扎伊爾民族英雄帕特里斯·盧蒙巴                       | 采香蕉的人           | 和平鴿水印 |
| 25西里 （页面存档备份，存于）  | 深棕色 | 達荷美國王貝漢津                                    | 男人與牛群           | 和平鴿水印 |
| 50西里 （页面存档备份，存于）  | 綠色   | 拉貝王、民族英雄阿爾法·亞亞·迪亞洛Alpha Yaya Diallo | 金康（Kinkon）水電站 | 和平鴿水印 |
| 100西里 （页面存档备份，存于） | 紫色   | 民族英雄Samory Toure                                | 鋁礬土礦             | 和平鴿水印 |

## 1980版
| 面值                           | 主色調 | 正面                                                | 反面               | 防偽           |
| 1西里 （页面存档备份，存于）   | 橄欖綠 | Matori Bangoura                                     | 字“一西里”         | 滿版星星、火炬 |
| 2西里 （页面存档备份，存于）   | 橙色   | 摩洛哥國王穆罕默德五世                              | 字“二西里”         | 滿版星星、火炬 |
| 5西里 （页面存档备份，存于）   | 藍色   | 加納國父夸梅·恩克魯瑪                               | 采香蕉的人         | 滿版星星、火炬 |
| 10西里 （页面存档备份，存于）  | 紅色   | 扎伊爾民族英雄帕特里斯·盧蒙巴                       | 采香蕉的人         | 滿版星星、火炬 |
| 25西里 （页面存档备份，存于）  | 深綠色 | 達荷美國王貝漢津                                    | 男人與牛群         | 滿版星星、火炬 |
| 50西里 （页面存档备份，存于）  | 深棕色 | 拉貝王、民族英雄阿爾法·亞亞·迪亞洛Alpha Yaya Diallo | 金康(Kinkon)水電站 | 滿版星星、火炬 |
| 100西里 （页面存档备份，存于） | 藍色   | 民族英雄Samory Toure                                | 鋁礬土礦           | 滿版星星、火炬 |
| 500西里 （页面存档备份，存于） | 深棕色 | 鐵托                                                | 人民宮（中國援建） | 滿版星星、火炬 |

## 輔幣
1971年發行面值為50格里、1、2、5西里的硬幣。